# Hipoteza multiregionalna

Schematyczny zarys drzewa ewolucyjnego według hipotezy multiregionalnej

Hipoteza multiregionalna – hipoteza wprowadzona do paleoantropologii przez Milford H. Wolpoffa mająca wyjaśniać zróżnicowanie populacji ludzkiej. Hipoteza multiregionalna zakłada, że różne podgatunki Homo sapiens wniosły istotny wkład genetyczny do obecnej puli genetycznej człowieka. Przyjmuje się nawet, że współczesny człowiek ma geny innych gatunków ludzi z rodzaju Homo jak Homo neanderthalensis czy Homo erectus. Przeciwstawną, konkurencyjną koncepcją jest teoria wyjścia z Afryki zakładająca, że człowiek współczesny pochodzi wyłącznie z Afryki.

## Człowiek i szympans
Badania genomu naczelnych wykazały, że genomy szympansa i człowieka rozdzieliły się od 6,3 do 4 mln lat temu, a potem musiała nastąpić ponowna wymiana genów, ponieważ chromosom X jest u obu gatunków zaskakująco podobny na całej swej długości.

## Człowiek rozumny i neandertalczyk
Kości znalezione w Abrigo do Lagar Velho w Portugalii datowane na 24 500 lat posiadają cechy przejściowe pomiędzy współczesnym a kopalnym człowiekiem.
Nie tylko kości neandertalczyka posiadały cechy współczesnych ludzi, ale i kości współczesnych ludzi posiadały dawniej cechy neandertalskie. Cechy typowe dla archaicznych, współczesnych i neandertalskich ludzi mieszały się już 34-36 tys. lat temu, co ustalono na podstawie wieku kości z rumuńskiej jaskini Peștera cu Oase.
Niektórzy badacze pracujący nad zsekwencjonowaniem genomu neandertalczyka uważają, że na podstawie sekwencji genomu jądrowego można wnioskować o przepływie genów między ludźmi a neandertalczykami, jednak nie wszyscy się z tym zgadzają. Jednak pewne badania dowodzą, że te wyniki mogły być rezultatem zanieczyszczenia próbek współczesnym DNA.
W genomie mitochondrialnym nie znaleziono śladów krzyżowania się ludzi i neandertalczyków. Różnica w sekwencji pomiędzy mtDNA-aDNA a sekwencjami współczesnych mtDNA analizowanych w populacji współczesnych ludzi wyklucza dziedziczne przekazanie przez samice neandertalczyka swoich genów do puli genetycznej współczesnej populacji Homo sapiens w rejonie pobrania próbek badanego aDNA.